# Klaus Heinlein
Klaus Heinlein (* 23. Dezember 1953 in Fürth) ist ein ehemaliger deutscher Fußballspieler. Mit 54 Treffern in der 2. Bundesliga ist er der beste Torschütze in der Liga in der Geschichte der SpVgg Greuther Fürth bzw. auch ihrer Vorgänger.

## Sportlicher Werdegang
Heinlein spielte in der Jugend für den ASV Fürth und machte dort als Stürmer auf sich aufmerksam, so dass er in die Juniorenauswahlmannschaften des Bayerischen sowie des Süddeutschen Fußball-Verbandes berufen wurde und dort an der Seite von unter anderem Dieter Müller und Bernd Dürnberger spielte. In der Folge verpflichtete ihn im Sommer 1973 der Lokalkonkurrent SpVgg Fürth, für den er in der seinerzeitig zweitklassigen Regionalliga Süd debütierte und am Ende der Spielzeit 1973/74 die Qualifikation für die neu geschaffene 2. Bundesliga schaffte. Dort war er in den folgenden Jahren unumstrittener Stammspieler während die Mannschaft sich meistens im mittleren Tabellenbereich platzierte. In der von einigen Verletzungen und dem Tod seines Vaters überschatteten Spielzeit 1977/78 erzielte er dennoch 18 Saisontore und führte den Klub im Sturmduo mit Erich Unger zum sechsten Tabellenplatz, gefolgt von einem vierten Tabellenrang in der Folgesaison, den besten Platzierungen des dreifachen deutschen Meisters seit langer Zeit. Dabei war Eduard Kirschner an die Stelle des zum 1. FC Saarbrücken gewechselten Ungers getreten.
1980 wechselten Heinlein und Kirschner gemeinsam in die North American Soccer League, wo sie zusammen mit dem vom Hamburger SV dazugestoßenen Peter Nogly bei den Edmonton Drillers ein deutsches Trio bildeten. In der ersten Spielzeit gewann die Mannschaft die Western Division der American Conference, scheiterte aber in den Meisterschafts-Playoffs im Halbfinale an den Fort Lauderdale Strikers rund um Gerd Müller, Teófilo Cubillas und Arsène Auguste. In der folgenden Saison wurden die Playoff-Spiele verpasst.
Nach zwei Jahren kehrte Heinlein 1982 nach Deutschland zurück, wo er für den BSC Erlangen in der damals viertklassigen Landesliga Bayern antrat. Über den weiteren Karriereweg gibt es unterschiedliche Versionen: entweder blieb er bis 1989 beim Klub und übernahm später das Traineramt beim FSV Stadeln oder er war ab 1984 beim FSV Bad Windsheim und später bei der SG Randersacker aktiv.